# Coquillettomyia caricis
Coquillettomyia caricis är en tvåvingeart som först beskrevs av Möhn 1955.  Coquillettomyia caricis ingår i släktet Coquillettomyia och familjen gallmyggor. Inga underarter finns listade i Catalogue of Life.